# Caproni Ca.60
Caproni Ca.60 Noviplano bio je leteći brod devetokrilac izrađen kao prototip za transatlantski putnički zrakoplov sa 100 sjedala. Osobina su mu bila osam klipnih motora i tri seta trostrukih krila. Dva pontona, ugrađena na svakoj strani imala su namjenu dati stabilnost zrakoplovu. Caproni je izradio samo jedan primjer ovog zrakoplova. Prototip je napravio jedan kratki let 4. ožujka 1921. godine na jezeru Maggiore u Italiji. Zrakoplov je uspio doseći visinu od 18 metara nakon čega se srušio i pri udaru raspao. Pilot se spasio nepovrijeđen. Razbijeni zrakoplov je popravljen ali je izgorio u misterioznom požaru.

## Tehničke karakteristike (Ca.60)
Izvori podataka: World Encyclopedia of Civil Aircraft
Osnovne karakteristike
- posada: 8
- kapacitet: 100 putnika
- dužina: 23,45 m
- raspon krila: 30,0 m
- visina: 9,15 m

Letne karakteristike
- ekonomska brzina: 130 km/h
- dolet: 660 km
- motor: 8× Liberty L-12 vodom hlađeni V12 motor